# عيسى عبد الله
عيسى عبد الله (مواليد 16 يونيو 1988، لاعب كرة قدم إماراتي يجيد اللعب في ظهير الأيمن والجناح أيمن .
لعب مع أندية الوحدة والإمارات و اتحاد كلباء. .

## روابط خارجية
- عيسى عبد الله على موقع Soccerway.com (الإنجليزية)